# 弁天ランド
弁天ランドは、日本の老若男女全年齢対象令和歌謡ロックバンドである。2021年に結成され、ライブハウスを中心に活動している。

## 概要
2021年に結成。東京を拠点に活動し、全国のライブイベントに出演している。
バンド名の由来は、メンバーが初めて利用した音楽スタジオ「BEN辿（ベンテン）」、音楽の神とされる弁財天にちなんだものとされている。さらに、漢字とカタカナの組み合わせを好む名付け親の前田裕快が「ランド」を加えたことで「弁天ランド」という名前が決定した。
後付けの解釈として、「弁天ランド」を訛って発音すると「Better land（より良い土地へ）」とも読めることがメンバーによって語られている。

## メンバー
- サトウケイ（Vo／Gt） - 2019年11月28日、teto47都道府県ツアー「日ノ出行脚」一般公募枠にて、佐藤圭名義で teto(the dadadadys)、THE NOVEMBERSと対バン。主に作詞作曲を担当している。ソロで弾き語りライブも行っている。[3]

- 前田 裕快（Gt／Cho） - 「さらば帝国」でも活動している。[3]

- しロくま（Dr／Cho） - 「こがれ」「himawari」でも活動している。[3]

- チャーリー（Ba／Cho） - 「こがれ」「aruga」でも活動している。[3]

## ディスコグラフィ

### ミニアルバム
- 『しきのいろは』（2023年11月） - 1stミニアルバム、CDリリース。[4]

### EP
- 『窓のほとりでに』（2022年8月） - 1st EP、CDリリース。[5]

- 『rとl』（2024年7月） - CDリリース。[6]

### シングル
- 「記憶に溶けて」（2021年10月） - デジタルシングル。[7]

- 「レモンサワー」（2023年3月） - デジタルシングル。[8]

- 「春をかぐ街で」（2023年4月） - デジタルシングル。[9]

- 「Thinkinglow」（2023年5月） - デジタルシングル。[10]

- 「ごめんね」（2023年10月） - デジタルシングル。[11]

- 「歌沫」（2024年4月） - デジタルシングル。[12]

- 「デッカサマー！」（2024年9月） - デジタルシングル。[13]

## ライブ・ツアー

### 自主企画
- 2022年2月27日 -下北沢monarecordsにて、

弁天ランド&ミズカミ pre. 「YOU & PURE」を開催。
四半世紀少年、インディアカヌー、健やかなる子らが出演。
- 2022年3月16日 -下北沢monarecordsにて、「NEW LINK！」出演予定だったくぐりのキャンセルに伴い代打出演。[15]

- 2022年8月19日 -阿佐ヶ谷うねり亭にて、インディアカヌーpre.弁天ランド1stEPレコ発前夜祭「明日に拍手」を開催。Vo.Gt サトウケイ、Gt.Cho 前田裕快、かりんちょ落書き(仮屋ナオト)、開(インディアカヌー)が出演。[16]

- 2022年8月20日 - 下北沢近松にて、1st EP『窓のほとりでに』レコ発自主企画「夢幻抱擁」を開催。インディアカヌー、ザ・シスターズハイ、四半世紀少年が出演。[17]

- 2023年2月26日 - 下北沢近道にて、近道開店記念公演「檸檬爆弾」を自主企画として開催。Pine Shop、pinfu、アダムが出演。[18]

- 2023年11月19日 - 下北沢BASEMENT BARにて、『しきのいろは』レコ発自主企画「シキヲニホフ」を開催。The Whoops、愛しておくれが出演。[19]

- 2024年3月13日 - 下北沢LIVE HAUSにて、自主企画「爛頭」を開催。年齢バンド、PURIKURA MINDが出演。[20]

- 2024年5月31日 - 下北沢THREEにて、自主企画「爛頭 vol.2」を開催。インディアカヌー、omeme tenten、moni、お笑い芸人・カナメストーンが出演。[21]

- 2025年2月7日 - 新代田FEVERにて、自主企画「嵐爛頭怒奴」を開催。the dadadadeysを迎えて共演。[22]

### ツアー・ワンマン・ライブ
- 2022年11月2日 -下北沢ERAにて、川谷絵音のラジオ番組『川谷絵音の約30分我慢してくれませんか』公開収録イベント「30我慢 presents 確認済みフェス2022秋」に出演。[23]

- 2023年6月17日 - アダムとのスプリットツアー「週末パラレルピュアパレードツアー」京都編をLive House nanoにて開催。ポンツクピーヤ、Sundea May Clubが出演。[24]

- 2023年6月25日 - 同ツアー宇都宮編をHELLO DOLLYにて開催。ルサンチマンが出演。[25]

- 2023年7月2日 - 同ツアー東京編をDAY DREAM KICHIJOJIにて開催。ポンツクピーヤ、Sundea May Clubが出演。[26]

- 2023年7月7日 - 同ツアー名古屋編をKDハポンにて開催。ポンツクピーヤ、Sundea May Clubが出演。[27]

- 2024年8月10日 - 2nd EP『rとl』東名阪リリースツアー「アルトエル」東京編を下北沢DaisyBarにて開催。MASAKO、the myeahnsが出演。[28]

- 2024年9月7日 - 同ツアー大阪編を寺田町Fireloopにて開催。AIRCRAFT、あすなろ白昼夢、地球から2ミリ浮いてる人たち、171が出演。[29]

- 2025年1月13日 - 同ツアー名古屋編をKDハポンにて開催（台風で2024年9月1日から延期）。ポンツクピーヤ、memetoourが出演。[30]

- 2025年4月20日 - 下北沢BASEMENT BARにて、バンド初のワンマンライブ「正春謳歌爛満」を開催。[31]

### フェス出演
- 2024年7月20日 - 横浜赤レンガ倉庫野外特設会場にて、投票制イベント「ROAD TO ムロエッグ」を通過し、「MURO FESTIVAL 2024」に出演。[32]

- 2024年8月18日 - 「出れんの!?サマソニ!? 2024」を通過し、万博記念公園にて「SUMMER SONIC 2024」大阪会場に出演。[33]

- 2024年8月25日 - お台場冒険王ISLAND♡STADIUMにて、フジテレビ 深夜のハチミツ!! presents「ハチフェス」にて、お笑い芸人・生ファラオとコラボ出演。[34]

### メンバーのX（旧Twitter）
- サトウケイ（@kradsboy）
- 前田裕快（@yukaithenippon）
- しロくま（@galaxy__milk）
- チャーリー（@otenba20）